# Green Bay Packers 1952
La stagione 1952 dei Green Bay Packers è stata la 32ª della franchigia nella National Football League. La squadra, allenata da Gene Ronzani, ebbe un record di 6-6, terminando quarta nella NFL National conference. Questa era partita con un record di 6-3 ma perse tutte le ultime tre gare. Ciò nonostante il 50% di vittorie fu il loro miglior risultato dal 1947.
Questa fu l'unica stagione in cui i Packers disputarono le loro gare a Milwaukee al Marquette Stadium.

## Roster
| Roster dei Green Bay Packers nel 1952 |
| --- |
| Quarterback - Babe Parilli - Tobin Rote Running Back - Tony Canadeo - Fred Cone - Bobby Jack Floyd - Billy Grimes - Lindy Pearson - Bill Reichardt - Floyd Reid - Bill Robinson Wide Receiver - Billy Howton - Jim Keane - Bob Mann - Ray Pelfrey Tight End {{{te}}} Offensive Linemen - William Afflis - Steve Dowden - Dick Logan - Jay Rhodemyre - Steve Ruzich - Wash Serini - Dave Stephenson Defensive Linemen - Ed Berrang - Ray Bray - Bob Dees - Carlton Elliott - Dave Hanner - Tom Johnson - John Martinkovic - Howie Ruetz - George Schmidt - Abner Wimberly Linebacker - Chuck Boerio - Hal Faverty - Bob Forte - Deral Teteak Defensive Back - Bobby Dillon - Marvin Johnson - Ace Loomis - Dom Moselle - Dan Sandifer - Clarence Self Special Team {{{st}}} |
| Legenda - I rookie sono in corsivo. - Il primo ruolo è il principale mentre gli eventuali successivi indicano i ruoli secondari. - (IR) sta per Injured Reserve ed indica la lista ristretta per un solo giocatore infortunato che può tornare ad allenarsi dopo la settimana 6 e a rientrare in prima squadra dopo che questa ha giocato 8 partite. - (NF-Inj.) / (NF-Ill.) stanno rispettivamente per Non-Football Injured e Non-Football Illness ed indicano le liste dove viene inserito un giocatore che ha un infortunio o una malattia non dipendente dal football americano. - (PUP) sta per Physically Unable to Perform ed indica la lista dove viene inserito un giocatore mentre è in attesa di recuperare la condizione fisica. Nella stagione regolare dopo la sesta partita giocata dalla propria squadra, il giocatore ha tempo tre settimane per riprendere ad allenarsi, più tre settimane aggiuntive dal suo rientro agli allenamenti per rientrare in prima squadra. |

## Calendario
| Stagione regolare |              |                        |           |        |                               |          |
| Turno             | Data         | Avversario             | Risultato | Record | Stadio                        | Pubblico |
| 1                 | 28 settembre | Chicago Bears          | S 14–24   | 0–1    | City Stadium                  | 24,656   |
| 2                 | 5 ottobre    | Washington Redskins    | V 35–20   | 1–1    | Marquette Stadium             | 9,657    |
| 3                 | 12 ottobre   | Los Angeles Rams       | S 28–30   | 1–2    | Marquette Stadium             | 21,693   |
| 4                 | 18 ottobre   | at Dallas Texans       | V 24–14   | 2–2    | Cotton Bowl                   | 14,000   |
| 5                 | 26 ottobre   | Detroit Lions          | S 17–52   | 2–3    | City Stadium                  | 24,656   |
| 6                 | 2 novembre   | Philadelphia Eagles    | V 12–10   | 3–3    | Marquette Stadium             | 10,149   |
| 7                 | 9 novembre   | at Chicago Bears       | V 41–28   | 4–3    | Wrigley Field                 | 41,751   |
| 8                 | 16 novembre  | at New York Giants     | V 17–3    | 5–3    | Polo Grounds                  | 26,723   |
| 9                 | 23 novembre  | Dallas Texans          | V 42–14   | 6–3    | City Stadium                  | 16,340   |
| 10                | 27 novembre  | at Detroit Lions       | S 24–48   | 6–4    | Briggs Stadium                | 39,101   |
| 11                | 7 dicembre   | at Los Angeles Rams    | S 27–45   | 6–5    | Los Angeles Memorial Coliseum | 49,822   |
| 12                | 14 dicembre  | at San Francisco 49ers | S 14–24   | 6–6    | Kezar Stadium                 | 17,579   |

## Classifiche
| NFL Western Division |   |    |   |      |     |     |     |     |
|                      | V | S  | P | %    | DIV | PF  | PS  | STR |
| Detroit Lions        | 9 | 3  | 0 | .750 | 7–3 | 344 | 192 | V3  |
| Los Angeles Rams     | 9 | 3  | 0 | .750 | 8–2 | 349 | 234 | V8  |
| San Francisco 49ers  | 7 | 5  | 0 | .583 | 6–3 | 285 | 221 | V1  |
| Green Bay Packers    | 6 | 6  | 0 | .500 | 3–6 | 295 | 312 | S3  |
| Chicago Bears        | 5 | 7  | 0 | .417 | 4–6 | 245 | 326 | V1  |
| Dallas Texans        | 1 | 11 | 0 | .083 | 1–9 | 182 | 427 | S2  |

Nota:  i pareggi non venivano conteggiati ai fini della classifica fino al 1972.